# Luke Adams
Luke Adams (ur. 22 października 1976 w Mvumi w Tanzanii) – australijski lekkoatleta specjalizujący się w chodzie sportowym.
Wielokrotny mistrz Australii na różnych dystansach. Największe sukcesy odnosi w chodzie na 20 kilometrów. W 1999 roku zajmując 55. miejsce zadebiutował w pucharze świata w chodzie. Na rozegranych w Manchesterze w 2002 roku igrzyskach Wspólnoty Narodów zdobył srebrny medal, a rok później był piąty na mistrzostwa świata. Startował w igrzyskach olimpijskich zajmując 16. lokatę. Mistrzostwa globu w 2005 roku przyniosły mu 10. miejsce, a w 2006 ponownie zajął drugą lokatę na igrzyskach Wspólnoty Narodów. W 2007 był siódmy na mistrzostwach świata, w 2008 szósty na igrzyskach olimpijskich, a w 2009 siedemnasty na kolejnym światowym czempionacie. Podczas rozgrywanych w październiku 2010 w Indiach igrzyskach Wspólnoty Narodów zdobył swój trzeci srebrny medal tej imprezy.
W chodzie na 50 kilometrów do jego największych sukcesów można zaliczyć dziesiątą lokatę na igrzyskach olimpijskich w Pekinie oraz dwukrotnie piątą na mistrzostwach świata.

## Osiągnięcia
| Rok  | Impreza                           | Miejsce       | Konkurencja     | Lokata      | Wynik    |
| ---- | --------------------------------- | ------------- | --------------- | ----------- | -------- |
| 1994 | Mistrzostwa świata juniorów       | Lizbona       | chód na 10000 m | 24. miejsce | 44:09,59 |
| 1999 | Puchar świata w chodzie sportowym | Mézidon-Canon | chód na 20 km   | 55. miejsce | 1:30:11  |
| 2002 | Igrzyska Wspólnoty Narodów        | Manchester    | chód na 20 km   | 2. miejsce  | 1:26:03  |
| 2002 | Puchar świata w chodzie sportowym | Turyn         | chód na 50 km   | 29. miejsce | 4:07:08  |
| 2003 | Mistrzostwa świata                | Paryż         | chód na 20 km   | 5. miejsce  | 1:19:35  |
| 2004 | Puchar świata w chodzie sportowym | Naumburg      | chód na 20 km   | 14. miejsce | 1:21:24  |
| 2004 | Igrzyska olimpijskich             | Ateny         | chód na 20 km   | 16. miejsce | 1:23:52  |
| 2005 | Mistrzostwa świata                | Helsinki      | chód na 20 km   | 10. miejsce | 1:21:43  |
| 2006 | Igrzyska Wspólnoty Narodów        | Melbourne     | chód na 20 km   | 2. miejsce  | 1:21:38  |
| 2006 | Puchar świata w chodzie sportowym | A Coruña      | chód na 20 km   | 18. miejsce | 1:22:11  |
| 2007 | Mistrzostwa świata                | Osaka         | chód na 20 km   | 7. miejsce  | 1:23:52  |
| 2008 | Puchar świata w chodzie sportowym | Czeboksary    | chód na 20 km   | 7. miejsce  | 1:19:15  |
| 2008 | Puchar świata w chodzie sportowym | Czeboksary    | drużynowo       | 3. miejsce  |          |
| 2008 | Igrzyska olimpijskie              | Pekin         | chód na 20 km   | 6. miejsce  | 1:19:57  |
| 2008 | Igrzyska olimpijskie              | Pekin         | chód na 50 km   | 10. miejsce | 3:47:45  |
| 2009 | Mistrzostwa świata                | Berlin        | chód na 20 km   | 17. miejsce | 1:22:37  |
| 2009 | Mistrzostwa świata                | Berlin        | chód na 50 km   | 5. miejsce  | 3:43:39  |
| 2010 | Igrzyska Wspólnoty Narodów        | Nowe Delhi    | chód na 20 km   | 2. miejsce  | 1:22:41  |
| 2011 | Mistrzostwa świata                | Taegu         | chód na 50 km   | 5. miejsce  | 3:45:41  |
| 2012 | Puchar świata w chodzie sportowym | Sarańsk       | chód na 20 km   | 26. miejsce | 1:23:28  |
| 2012 | Igrzyska olimpijskie              | Londyn        | chód na 50 km   | 25. miejsce | 3:53:41  |

## Rekordy życiowe
- Chód na 20 km – 1:19:15 (2008)
- Chód na 50 km – 3:43:39 (2009)